# Museo nazionale del cinema
Il Museo Nazionale del Cinema (MNC) è un museo sito a Torino con sede nel monumento simbolo della città, la Mole Antonelliana. Il Museo si sviluppa a spirale verso l’alto, su più livelli espositivi, dando vita a una presentazione ricca di collezioni che ripercorre la storia del cinema dalle origini ai giorni nostri. In una cornice di scenografie, proiezioni e giochi di luce, arricchita dall'esposizione di fotografie, bozzetti, manifesti e oggetti d'epoca, i percorsi di visita danno vita a una presentazione che consente di scoprire in prima persona i segreti nascosti dietro la macchina da presa e le fasi che precedono la proiezione del film. Il Museo racchiude e illustra tutta la storia del cinema in un itinerario interattivo: dal teatro d’ombre e le prime affascinanti lanterne magiche che hanno costituito la preistoria della “settima arte”, ai più spettacolari effetti speciali dei nostri giorni.
Nel 2024 ha ricevuto oltre 800.000 visitatori, risultando uno dei musei più visitati d'Italia.

## Allestimento
Nel progettare l’allestimento museale lo scenografo svizzero François Confino non ha dovuto soltanto tener conto delle caratteristiche dell’edificio che lo ospita, ma, seguendo il crescendo antonelliano, ha sovrapposto livelli diversi di lettura, combinando le necessità di un rigoroso impianto scientifico con le esigenze di una presentazione spettacolare che si propone di riprodurre e giocare con i meccanismi della fascinazione che sono alla base della rappresentazione cinematografica. Il museo si sviluppa a spirale verso l'alto su più livelli espositivi che ripercorrono la storia del cinema dalle origini ai giorni nostri. Al piano dedicato all'Archeologia del Cinema si possono visitare otto aree tematiche per sperimentare in prima persona gli spettacoli ottici e i dispositivi che hanno segnato alcune tappe fondamentali per la nascita del cinema.

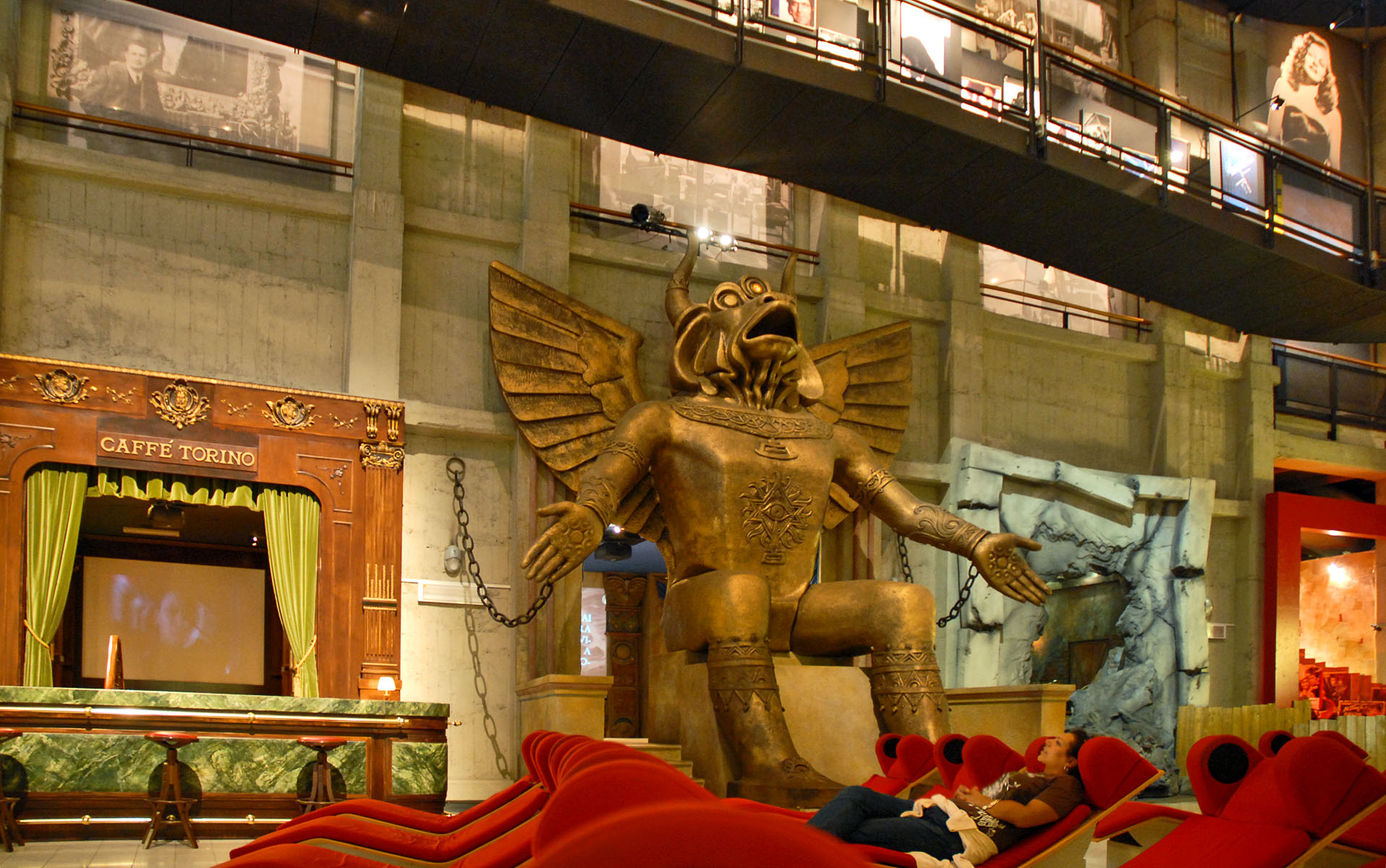
Statua del dio Moloch, usata nel film Cabiria (1914).

Cuore spettacolare del Museo è l'Aula del Tempio, circondata da aree espositive dedicate ai grandi generi della storia del cinema, più un’area dedicata al capolavoro del cinema muto italiano, Cabiria e una a Torino “Città del Cinema”. Dall’Aula si accede alla Rampa elicoidale che, come una pellicola cinematografica, si srotola a salire verso la cupola: il percorso è sede delle mostre temporanee e permette di ammirare dall’alto l’Aula in una visione spettacolare e mozzafiato. 
La Macchina del Cinema illustra le diverse componenti e fasi dell’industria del film: gli studi di produzione, la regia, la sceneggiatura, gli attori e lo star system, i costumi di scena, la scenografia, gli storyboard, la sala cinematografica. Si sale alla Galleria dei Manifesti, che ripercorrono la storia del cinema, i film e gli autori più rilevanti e illustrano l’evoluzione del gusto figurativo, della grafica e della cartellonistica pubblicitaria italiana e internazionale.

## Attività
Il Museo Nazionale del Cinema è anche un polo di iniziative culturali, tra i più importanti a livello nazionale e internazionale. Ricerche d’avanguardia sulla conservazione dei materiali e sulla storia del cinema, un vasto programma di restauri, iniziative editoriali, rassegne cinematografiche, incontri con autori e protagonisti del cinema, programmi didattici.
Da diversi anni il Museo Nazionale del Cinema ha ulteriormente rafforzato il suo impegno nel recupero e nel restauro di pellicole che si pensavano irrimediabilmente perdute. Molte le iniziative realizzate in collaborazione con prestigiose istituzioni di tutto il mondo, presentate poi, riscuotendo ampi consensi di pubblico e critica, nei maggiori festival di cinema internazionali.

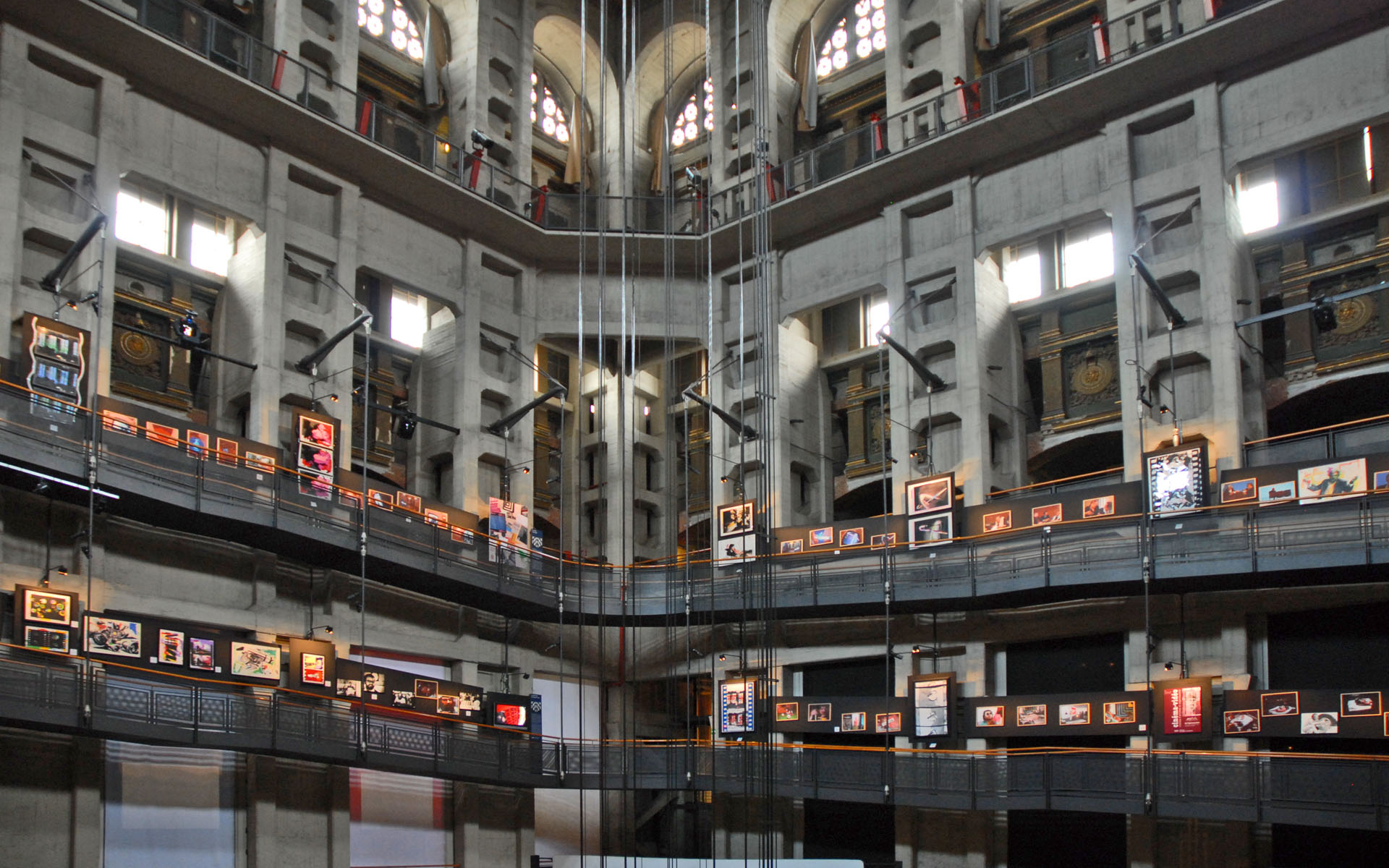
Interno del museo

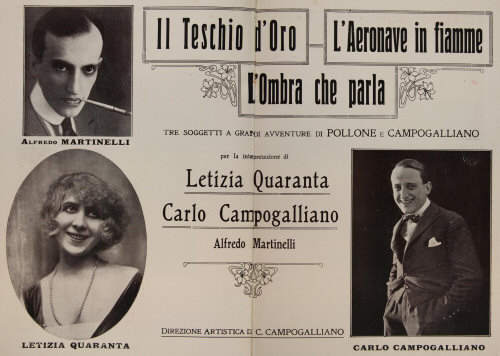
Primo bollettino della presentazione del film in tre parti Il teschio d'oro dalla brochure della Fert, esposto al Museo del cinema.

Il presidente del comitato di gestione della Fondazione M.A. Prolo - Museo Nazionale del Cinema è l'ex parlamentare Enzo Ghigo.

## Storia
Il primo progetto di costituire un museo italiano del cinema risale al giugno 1941, quando la studiosa piemontese di storia e di cinema Maria Adriana Prolo (1901–1991) cominciò a lavorare per realizzare l'idea.
Col sostegno artistico di alcuni pionieri del cinema, tra cui il regista astigiano Giovanni Pastrone, che nel 1914 diresse proprio a Torino Cabiria, il più grande kolossal del cinema muto italiano, e col sostegno giornalistico di Francesco Pasinetti, arrivarono i primi contributi finanziari per l'acquisto di cimeli e documenti della storia del cinema italiano. Il materiale fu inizialmente immagazzinato in una sala della Mole Antonelliana, concessa dal Comune di Torino.
Terminata la seconda guerra mondiale, nel 1946 fu organizzata nel capoluogo piemontese la prima mostra retrospettiva nella galleria sotterranea di via Roma, seguita da altre mostre temporanee negli anni 1950-1951. Nel 1952 poi, il nascente museo partecipò ad una delle prime trasmissioni televisive sperimentali, fornendo materiali e consulenze. Queste attività stimolarono l'interesse del pubblico e degli studiosi sulla collezione di cimeli, che però non riusciva a trovare un'esposizione permanente. L'idea iniziale di insediare il museo all'interno della Mole Antonelliana di Torino sfumò nel 1953, a causa di una tromba d'aria che danneggiò gravemente l'edificio.
Nello stesso anno, arrivò a Torino Henri Langlois, fondatore della Cinémathèque française e del Musée du cinéma di Parigi, il quale incontrò giornalisti e consiglieri comunali e li persuase della necessità di dare una sistemazione adeguata al patrimonio raccolto.
Il 7 luglio 1953, si costituì ufficialmente l'Associazione Museo del cinema, che aveva tra i soci fondatori il regista Pastrone (all'epoca con lo pseudonimo Piero Fosco), lo sceneggiatore Arrigo Frusta, lo scrittore e critico cinematografico Mario Gromo, l'architetto Leonardo Mosso, Carlo Giacheri e l'imprenditore cinematografico e giornalista Giordano Bruno Ventavoli.

### Sede di Palazzo Chiablese
Nello stesso periodo la professoressa Prolo fu nominata presidente dell'Associazione; nel 1956 fu anche nominata direttrice a vita del museo che, nel frattempo aveva trovato una sua sistemazione definitiva. Furono infatti sfruttati gli spazi di un'ala di Palazzo Chiablese, edificio situato tra la centralissima Piazzetta Reale (sul lato nord di Piazza Castello) e piazzetta San Giovanni (Duomo di Torino). Fu allestito il piano terreno, mentre una sala era adibita a locale di proiezione; la cineteca e la biblioteca furono collocati al piano superiore.
La sede museale fu inaugurata al pubblico il 27 settembre 1958. Il Museo divenne membro dell'Associazione nazionale dei musei italiani nel 1959, e fu riconosciuto tra i musei medi dello Stato nel 1960.
Alcune delle manifestazioni più importanti di questo periodo compresero una "Mostra della caricatura nella fotografia e nel cinema dal 1839 al 1939" nel 1960, la "Mostra della Stereoscopia" nel 1966, una rassegna del cinema muto italiano in collaborazione con l'Istituto di storia del cinema e dello spettacolo dell'Università di Torino nel 1973, la "Mostra dei manifesti del cinema muto italiano" nel 1974. Nel 1975 poi, si tenne a Torino il trentunesimo congresso della FIAF (Fédération internationale des archives du film), che comprendeva anche un convegno su Pastrone e David W. Griffith.

### Chiusura del museo nel 1983
Il museo fu quindi chiuso al pubblico per ragioni di sicurezza nel 1983, alcuni mesi dopo l'incendio del Cinema Statuto. Alcuni allestimenti furono quindi spostati nel 1986 presso la sede dello storico e piccolo Cinema Massimo di via Verdi, vicino alla Mole Antonelliana e al Centro di produzione Rai di Torino. Nel 1991 la professoressa Prolo morì, e l'anno dopo il museo divenne una Fondazione, che prese il suo nome, sostenuta dall'Associazione Museo nazionale del cinema, dagli enti locali e della Cassa di Risparmio di Torino, tuttavia ancora con la sede provvisoria nei piccoli spazi del Cinema Massimo.

### Sede della Mole Antonelliana
Nel 1995, in occasione del centenario della nascita del cinema, fu deciso di trasferire l'allestimento del museo presso l'interno della vicina Mole Antonelliana così come fu inizialmente raccolto nel 1946. In una scenografia suggestiva, organizzata dall'architetto torinese Gianfranco Gritella e dallo scenografo svizzero François Confino, il 19 luglio 2000 venne inaugurata l'attuale sede, presso l'interno della Mole Antonelliana. In breve tempo il museo divenne tra i più visitati, con oltre due milioni di visitatori nei primi cinque anni e mezzo di attività (2000-2005).
Nel 2004 il regista Davide Ferrario ambientò qui il film Dopo mezzanotte facendo conoscere il museo al grande pubblico. In occasione dei XX Giochi olimpici invernali di Torino 2006, l'allestimento fu rinnovato con nuove postazioni multimediali e interattive, tre nuovi ambienti dedicati al western, al musical e alla fantascienza, e un restauro del film Cabiria di Giovanni Pastrone.